# Кіото

Кіо́то (яп. 京都市, きょうとし, МФА: [kʲoːto ɕi]?) — місто в Японії, в префектурі Кіото. Розташоване в південній частині префектури. Входить до списку міст державного значення Японії. Адміністративний центр префектури. Виникло на основі стародавньої японської столиці Хейан, резиденції японських імператорів протягом 794—1869 років. Отримало статус міста 1889 року. Площа становить 827,90 км². Станом на 1 жовтня 2017 року населення складало 1 472 027  осіб, густота населення — 1780 осіб/км².  Основою економіки є овочівництво, машинобудування, харчова промисловість, виробництво високоточної техніки, комерція, туризм.  В місті розташовані численні пам'ятки, що мають статус Світової спадщини ЮНЕСКО і національних скарбів Японії — Кіотський Імператорський палац, замок Нідзьо, монастир Кійомідзу та інші. Одне з провідних міст регіону Кінкі та міського району Осака-Кобе-Кіото. З 1966 центральна частина охороняється від новітніх забудов і зміни історичного ландшафту згідно з законом про збереження старих столиць..

## Географія
Кіото розташоване на території Кіотської западини та гір, що її оточують. Ця западина є поздовжнім грабеном, витягнутим з півночі на південь. Западина є частиною депресивної території району Внутрішнього Японського моря, що утворилася наприкінці третинного періоду. Розломи навколишніх гір слугують межами міста. На північному сході западини пролягає гірська гряда Хіей. Її найвищою вершиною є пік Сімей (848 м). На південь від гряди лежать гора Ньої та пагорби Хіґашіяма. На південному сході Кіотської западини лежать гори Дайґо, які є межею з містом Оцу. Північну частину Кіото займають гори Кітаяма, висота яких коливається в межах 500—700 м. Їхньою найвищою вершиною є гора Атаґо (924 м) на північному заході. У західній частині міста пролягають гори Нісіяма, що відділяють Кіото від міста Камеока.

### Клімат
Клімат Кіото — внутрішньоконтинентальний помірний. Він обумовлений розташуванням міста в западині та недоступністю до моря. Літо в Кіото вологе і спекотне. Середня найвища температура в серпні становить 32,9 °C. На противагу цьому міська зима — суха й холодна. Середня найнижча температура в січні — 0,3 °C. З червня по вересень в Кіото триває сезон дощів. Середня кількість опадів на рік становить 1581 мм.
| Клімат Кіото (1981—2010)                   | Клімат Кіото (1981—2010) | Клімат Кіото (1981—2010) | Клімат Кіото (1981—2010) | Клімат Кіото (1981—2010) | Клімат Кіото (1981—2010) | Клімат Кіото (1981—2010) | Клімат Кіото (1981—2010) | Клімат Кіото (1981—2010) | Клімат Кіото (1981—2010) | Клімат Кіото (1981—2010) | Клімат Кіото (1981—2010) | Клімат Кіото (1981—2010) | Клімат Кіото (1981—2010) |
| Показник                                   | Січ.                     | Лют.                     | Бер.                     | Квіт.                    | Трав.                    | Черв.                    | Лип.                     | Серп.                    | Вер.                     | Жовт.                    | Лист.                    | Груд.                    | Рік                      |
| Абсолютний максимум, °C                    | 19,9                     | 22,9                     | 25,7                     | 30,7                     | 33,8                     | 36,8                     | 39,8                     | 39,8                     | 38,1                     | 32,2                     | 26,9                     | 22,8                     | 39,8                     |
| Середній максимум, °C                      | 8,9                      | 9,7                      | 13,4                     | 19,9                     | 24,6                     | 27,8                     | 31,5                     | 33,3                     | 28,8                     | 22,9                     | 17,0                     | 11,6                     | 20,8                     |
| Середня температура, °C                    | 4,6                      | 5,1                      | 8,4                      | 14,2                     | 19,0                     | 23,0                     | 26,8                     | 28,2                     | 24,1                     | 17,8                     | 12,1                     | 7,0                      | 15,9                     |
| Середній мінімум, °C                       | 1,2                      | 1,4                      | 4,0                      | 9,0                      | 14,0                     | 18,8                     | 23,2                     | 24,3                     | 20,3                     | 13,6                     | 7,8                      | 3,2                      | 11,7                     |
| Абсолютний мінімум, °C                     | −11,9                    | −11,6                    | −8,2                     | −4,4                     | −0,3                     | 4,9                      | 10,6                     | 12,8                     | 7,1                      | 0,2                      | −4,4                     | −9,4                     | −11,9                    |
| Середня кількість сонячних годин на місяць | 123,2                    | 117,4                    | 146,8                    | 175,4                    | 180,9                    | 138,3                    | 142,3                    | 182,7                    | 136,8                    | 157,4                    | 138,1                    | 135,8                    | 1775,1                   |
| Норма опадів, мм                           | 50.3                     | 68.3                     | 113.3                    | 115.7                    | 160.8                    | 214.0                    | 220.4                    | 132.1                    | 176.2                    | 120.9                    | 71.3                     | 48.0                     | 1491.3                   |
| Днів з опадами                             | 7,8                      | 9,2                      | 11,9                     | 10,6                     | 11,4                     | 12,9                     | 12,9                     | 8,7                      | 11,0                     | 8,8                      | 7,6                      | 8,1                      | 120,9                    |
| Днів зі снігом                             | 3,1                      | 3,9                      | 1,0                      | 0                        | 0                        | 0                        | 0                        | 0                        | 0                        | 0                        | 0                        | 1,2                      | 9,2                      |
| Вологість повітря, %                       | 66                       | 66                       | 62                       | 59                       | 62                       | 67                       | 70                       | 66                       | 68                       | 68                       | 68                       | 68                       | 66                       |
| ------------------------------------------ | ------------------------ | ------------------------ | ------------------------ | ------------------------ | ------------------------ | ------------------------ | ------------------------ | ------------------------ | ------------------------ | ------------------------ | ------------------------ | ------------------------ | ------------------------ |
| Джерело: Метеорологічне управління Японії  |                          |                          |                          |                          |                          |                          |                          |                          |                          |                          |                          |                          |                          |

## Історія

### Стародавність

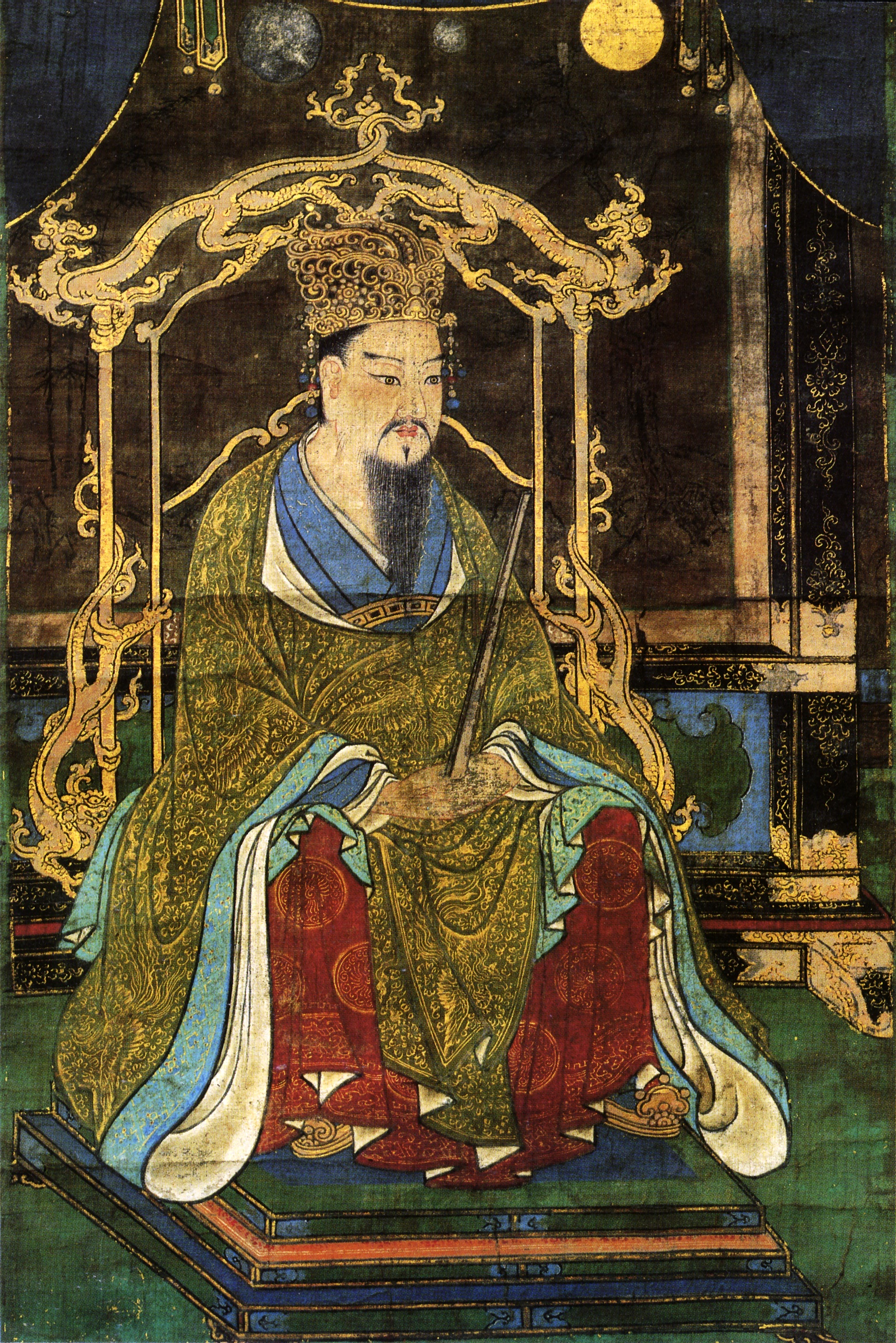
Імператор Камму — засновник столиці Хейан, майбутнього Кіото.

Територія Кіото була заселена в епоху неоліту. Археологічні стоянки цієї доби були знайдені в районах Камі-Камо та Кіта-Сіракава. У місцевості Фукаса в районі Фушімі науковці виявили сільськогосподарські знаряддя періоду Яйой. Проте до початку середньовіччя регіон активно не освоювався через особливості клімату, заболоченість та обмеженість природних ресурсів. Лише у 7 столітті аристократичний рід китайського походження Хата заснував на цих землях свою резиденцію. Він збудував укріплення в місцевостях Удзумаса і Фукаса. Голови роду підняли цілину, провели іригаційні роботи, запровадили шовківництво і сприяли розвитку ткацтва. Згадкою про велич колишніх господарів Кіото є курган Хебіцука, могила роду Хата, розташована в центрі міста, а також буддистський монастир Корюдзі, збудований за наказом голови Хати Кавакацу. Окрім роду Хата, на території майбутнього Кіото мешкали роди Камо й Ідзумо, які володіли землями в басейнах річок Камо й Такано.
Наприкінці 8 століття, внаслідок політичної нестабільності й загрози буддистського перевороту в країні, Імператор Камму вирішив перенести японську столицю з Нари в інше місце. 784 року він заклав столицю Наґаока на території майбутнього міста Муко. Її будівництво тривало 10 років, але було припинене через смерть головного будівничого Фудзівари Танецуґу та повені. Тоді 794 року імператор наказав звести в Кіотській западині нову столицю, яку назвав «столицею миру» — Хейан. Будівельні роботи були доручені Фудзіварі Оґуромаро. Саме на основі Хейану виникло майбутнє місто Кіото.

### Середньовіччя

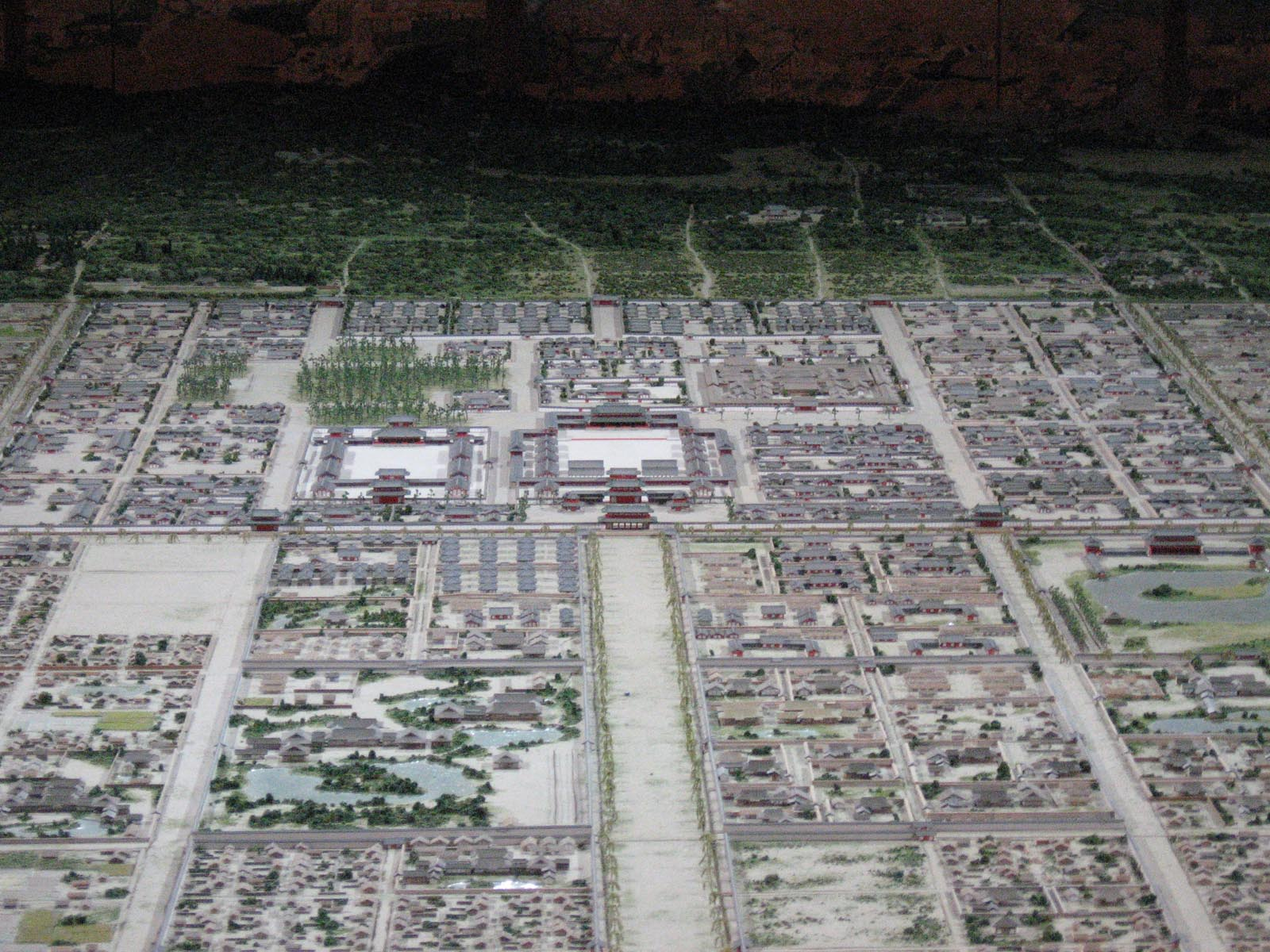
Модель Імператорського палацу столиці Хейан.

Хейан побудовано за зразком Чан'аня, столиці китайської династії Тан. Довжина міста з півночі на південь становила 5,3 км, а з заходу на схід — 4,5 км. З висоти пташиного лету Хейан нагадував прямокутник. На відміну від китайського аналога, японська столиця не мала великих міських стін. У північній частині Хейан розташовувався Імператорський палац. Від нього починався Проспект Червоного фенікса, який закінчувався Головними замковими воротами на півдні. Проспект розділяв Хейан на праву і ліву частини. Місто поділили за принципом шахової дошки на декілька десятків кварталів. Незважаючи на детальне міське планування, більшість ідей реалізовані не були, що спричинило нерівномірний розвиток столиці. Так, у 10-му столітті західна частина Хейана (Права столиця) занепала через заболоченість місцевості й брак питної води. Натомість східна частина (Ліва Столиця), що лежала в басейні річки Камо, розрослася настільки, що сягала підніжжя гір Хіґашіяма, порушуючи заплановані кордони міста. У 11—12 століттях на цих горах споруджено палац Сіракава, монастир Хоссьодзі та інші культові споруди. Під час смут 1156 і 1159 років більшість будівель у районі річки Камо були спалені.
Після встановлення в столиці самурайської диктатури Тайра, на східному березі Камо, у районі Рокухара, постала самурайська адміністрація. В 13—14 століттях, протягом існування Камакурського сьоґунату, цей район залишався центром політичного життя столиці. Тут містилося управління Рокухарського інспектора сьоґунату, що виконував обов'язки наглядача за Імператорським двором, аристократами і самурайськими володарями Західної Японії. Після створення нового сьоґунату Асікаґа, політичний центр столиці перемістився на західний берег Камо. З 15 століття він розміщувався у кварталі Муроматі, у головному палаці сьоґуна. Приблизно в цей час стара назва міста Хейан була витіснена новою назвою Кьото — «Столичне місто». В українській мові ця назва закріпилася як «Кіото».
У 1467—1477 роках Японію охопила велика смута Онін. Внаслідок постійних боїв на вулицях столиці Кіото перетворили на згарище. 30 тисяч будинків аристократії та самурайства, а також старовинні монастирі згоріли. Імператорський двір остаточно занепав. Місто опинилося розірваним пустирем на північну і південну частини — Каміґьо (Верхня столиця) і Шімоґьо (Нижня столиця). Протягом 16 століття вони розвивалися як дві окремі урбаністичні спільноти. Через параліч центрального уряду, міщани Кіото створили власну систему самоуправління на основі квартальних рад, що відповідали за безпеку міста та справляння язичницьких свят на зразок свята Ґіон.

### Новий час

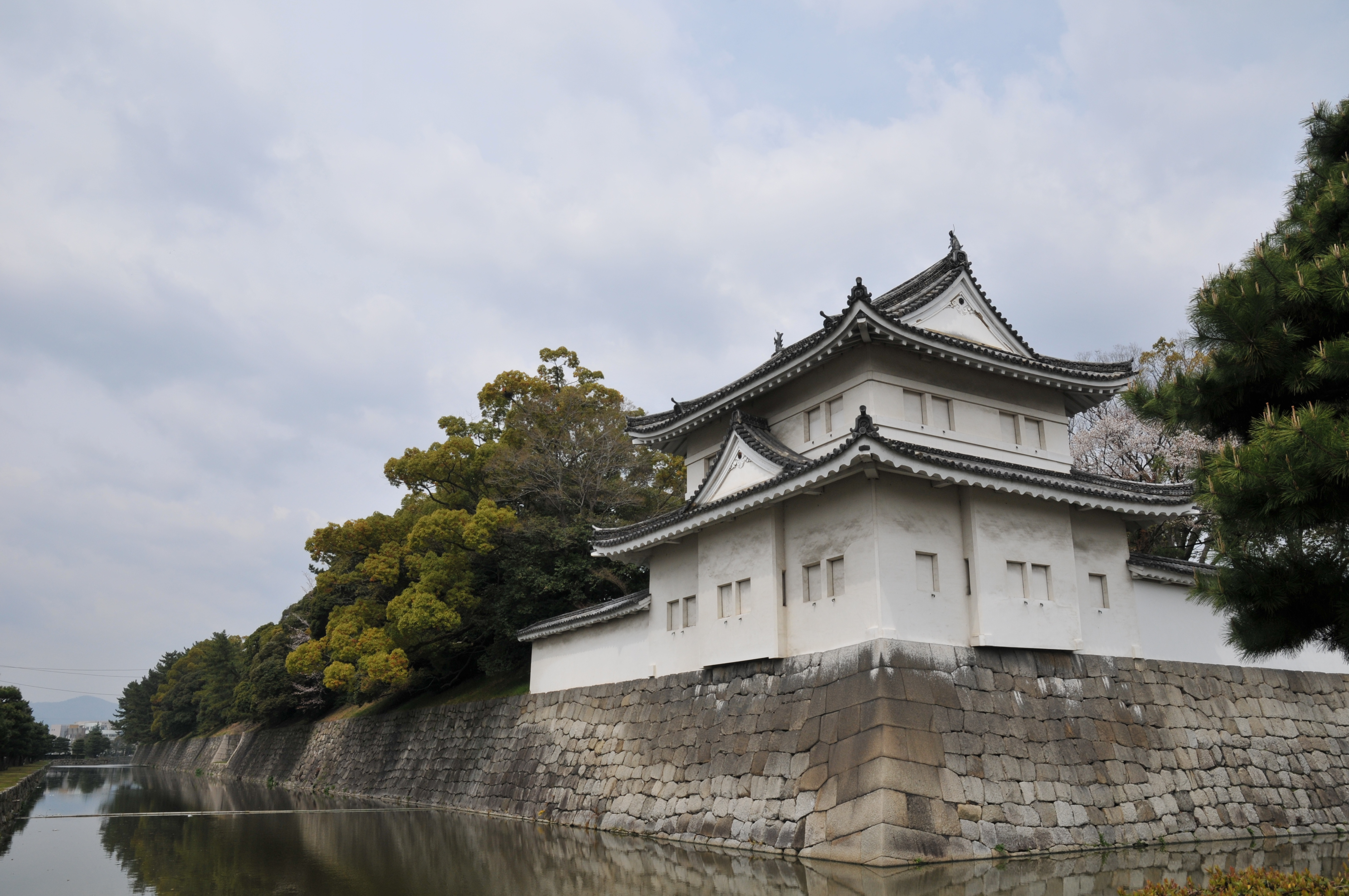
Південно-східна вежа замку Нідзьо

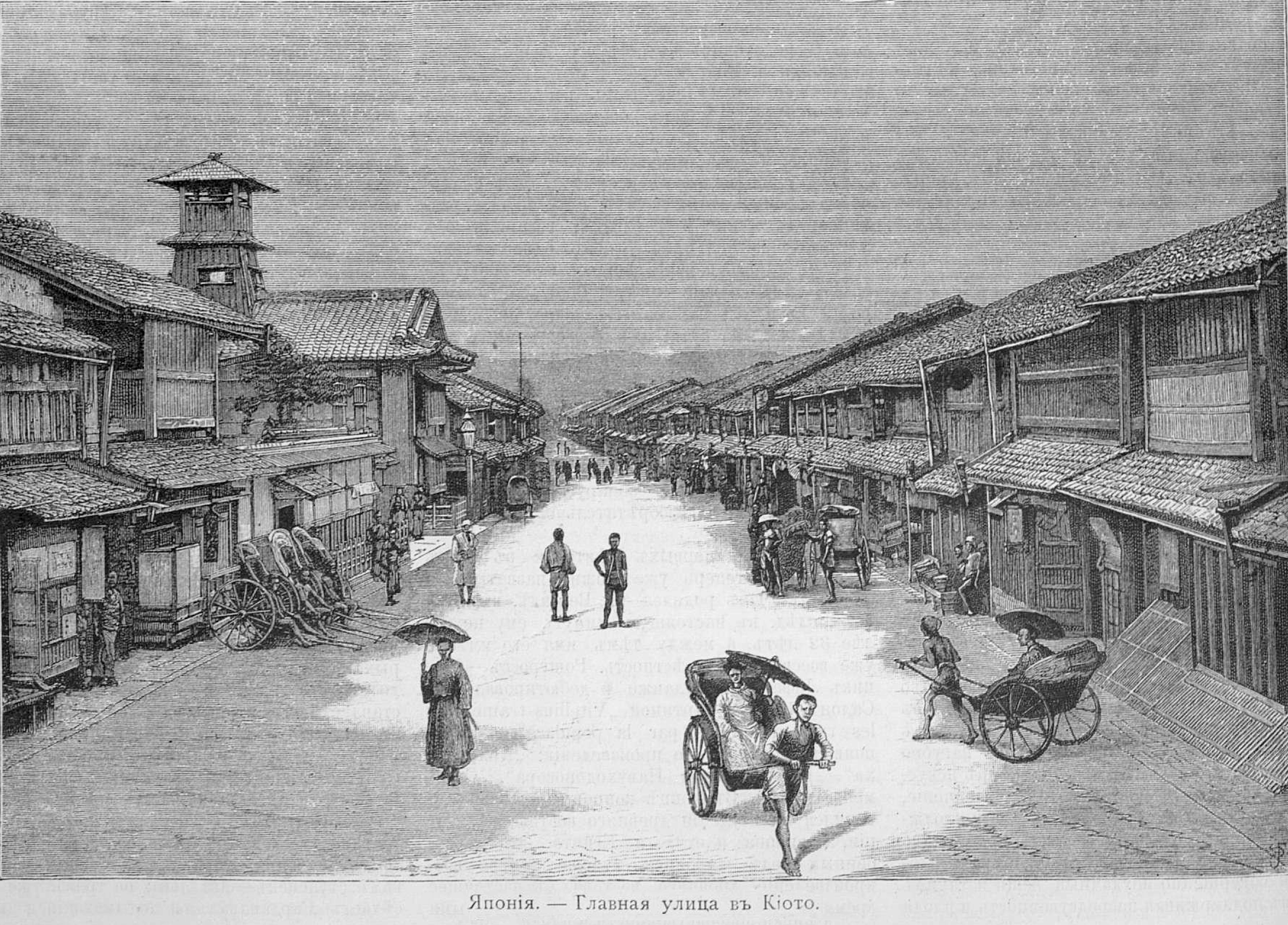
Кіото, головна вулиця, 1891

У 1568 Кіото опинилося під владою регіонального володаря Оди Нобунаґи. Він розпочав капітальну відбудову сплюндрованої столиці. Нобунаґа наново відбудував Імператорський палац і замок Нідзьо, а також налагодив економічне життя в столиці. За його протекції в Кіото розпочала роботу християнська місія, очолювана єзуїтами. Тойотомі Хідейосі, політичний спадкоємець Нобунаґи, продовжив курс свого попередника. 1590 року він проклав у Кіото нову мережу доріг, запровадив нову система поділу на квартали й переніс усі монастирі, сконцентровані в центральній частині, до храмових районів Тераноуті. 1591 року Хідейосі оточив Каміґьо і Шімоґьо одним земляним валом завдовжки 23 км, об'єднавши розрізнені міські спільноти в одному місті. Він збудував у столиці палац Дзюракудай, монастир Нісі-Хонґандзі, заклав на південь від столиці замок і містечко Фушімі, а також упорядкував рух транспорту на річці Йодо. Саме за часів Нобунаґи і Хідейосі старий Хейан був повністю перебудований на новий Кіото.
Після заснування сьоґунату Токуґава в 1603, політичний центр країни перемістився до східнояпонського міста Едо. Однак Кіото залишалося столицею Японії, місцем резиденції Імператорського двору. Для оборони останнього і нагляду за західними областями країни сьоґун Токуґава Ієясу збудував у Кіото новий замок Нідзьо. З метою винищення християнства уряд переніс до Кіото монастир Хіґаші-Хонґандзі, а також спорудили багато монастирів та храмів своєї родинної секти Дзьодо.
У 1622 на південному заході містечка Фушімі сьоґунат спорудив замок Йодо, що став адміністративним центром уділу Йодо-хан. Наступного ліквідовано замок Фушімі й прокладено канал до річки Такано, що сполучив столицю з містечком.
Протягом 17—19 століття Кіото було одним з найзаможніших міст країни. В цей час зародилися кіотські традиційні ремесла, такі як виготовлення шовку нісідзін, столичної порцеляни, лакованого посуду, фарбованої бавовни. Місто було третім за величиною після Едо й Осаки. Його населення становило понад 400 тисяч осіб.
У 1788 місто сильно постраждало від Великої пожежі, найбільшої в історії Кіото. Вона винищила понад тисячу кварталів і 36 тисяч будинків, включно з імператорським палацом.
У 1864 Кіото сильно постраждало від пожежі, що сталася внаслідок інциденту біля Імператорських воріт. Більша частина міста числом у 28 000 будинків столиці повністю згоріла.
У 1868 в країні відбулася реставрація Мейдзі та новий Імператор оголосив про перенесення столиці Японії до Едо, перейменованого на Токіо. У зв'язку з переїздом Імператорського двору Кіото в 1869 місто втратило свій тисячолітній статус японської столиці.
Кіото отримало статус міста 1 квітня 1889 року.

## Адміністративний поділ
| №  |           |        | Площа  | Населення | Густота  |
| 01 | Каміґьо   | 上京区 | 7,11   | 83 949    | 11 807,2 |
| 02 | Кіта      | 北区   | 94,92  | 117 252   | 1235,3   |
| 03 | Мінамі    | 南区   | 15,78  | 102 034   | 6466     |
| 04 | Накаґьо   | 中京区 | 7,38   | 110 557   | 14 980,6 |
| 05 | Нішікьо   | 西京区 | 59,20  | 149 864   | 2531,5   |
| 06 | Сакьо     | 左京区 | 246,88 | 166 254   | 673,4    |
| 07 | Шімоґьо   | 下京区 | 6,82   | 82 811    | 12 142,4 |
| 08 | Укьо      | 右京区 | 291,95 | 202 193   | 692,6    |
| 09 | Фушімі    | 伏見区 | 61,62  | 278 131   | 4513,6   |
| 10 | Хіґашіяма | 東山区 | 7,46   | 36 651    | 4913     |
| 11 | Ямашіна   | 山科区 | 28,78  | 135 194   | 4697,5   |

## Вулиці
- Перша вулиця / вулиця Ічіджьо 【一条通】

## Економіка

### Первинний сектор

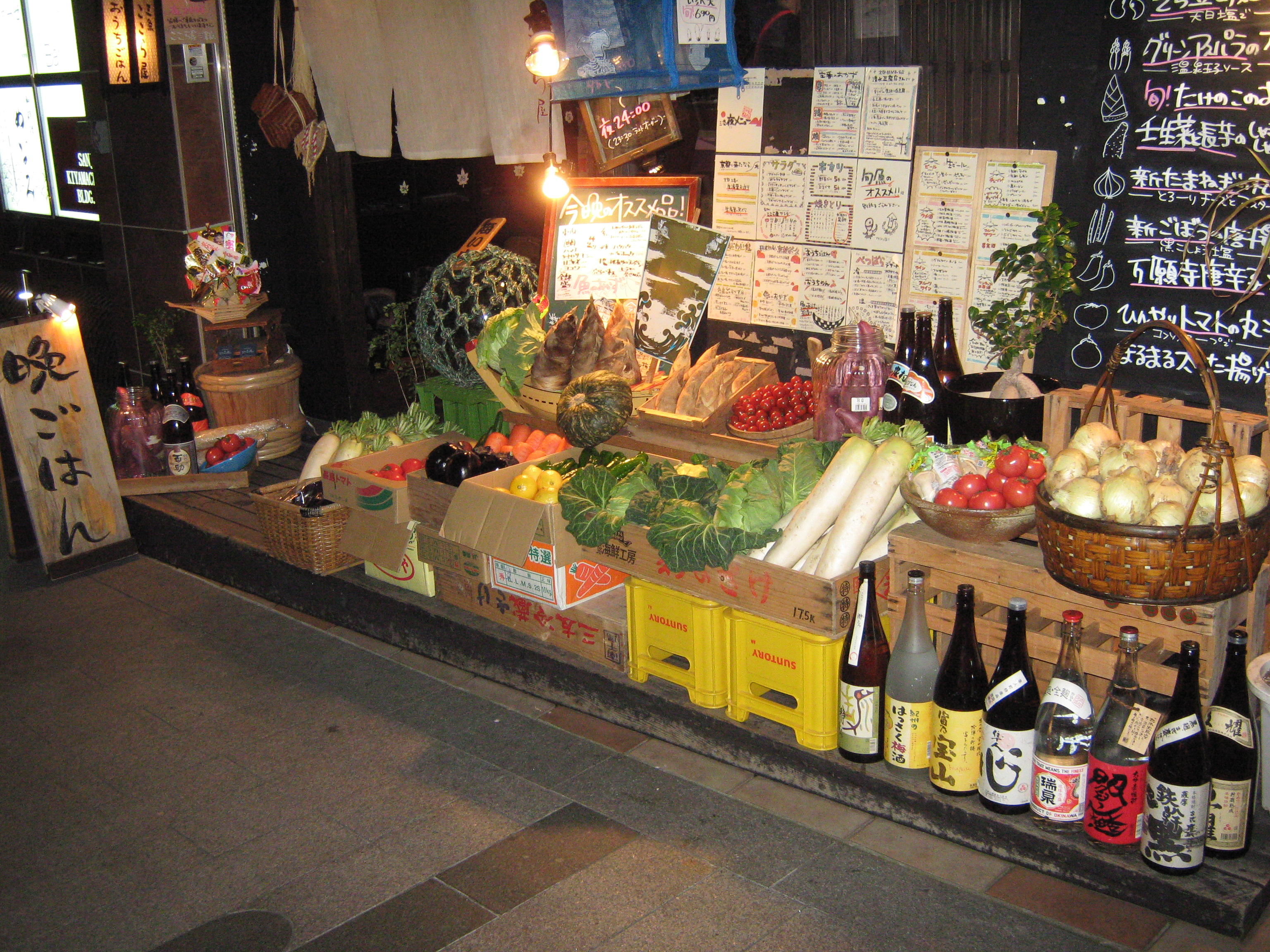
Кіотські овочі

З 17 століття Кіото було одним з найбільших міст Японії, населення якого постійно потребувало великої кількості сільськогосподарської продукції. У зв'язку з цим у передмістях Кіото була створена потужна сільськогосподарська інфраструктура, що спеціалізувалася на вирощуванні овочів. Стараннями місцевих селекціонерів були винайдені такі підвиди, як монастирська редька, кудзьоський батун, камоські баклажани, мібуська гірчиця, тощо. Кіотські культура вирощування овочів збереглася попри урбанізаційні процеси 19 — 20 століть.
Станом на 2005 рік у межах Кіото існувало 3657 фермерських господарств, з яких 2321 господарств вирощували продукцію на продаж. Площа орних земель міста становила 1953 га. Більшість ферм вирощують овочі в теплицях.
Нарівні з сільським господарством традиційно важливу роль відіграє лісове господарство. Загальна площа лісів на території Кіото перевищує 40 тисяч га. Вони лежать переважно в районах Сакьо та Кіта. Основна лісова культура міста — високоякісна японська криптомерія. Найбільші центри її обробки розміщені в місцевостях Накаґава та Оноґо району Кіта.

## Транспорт

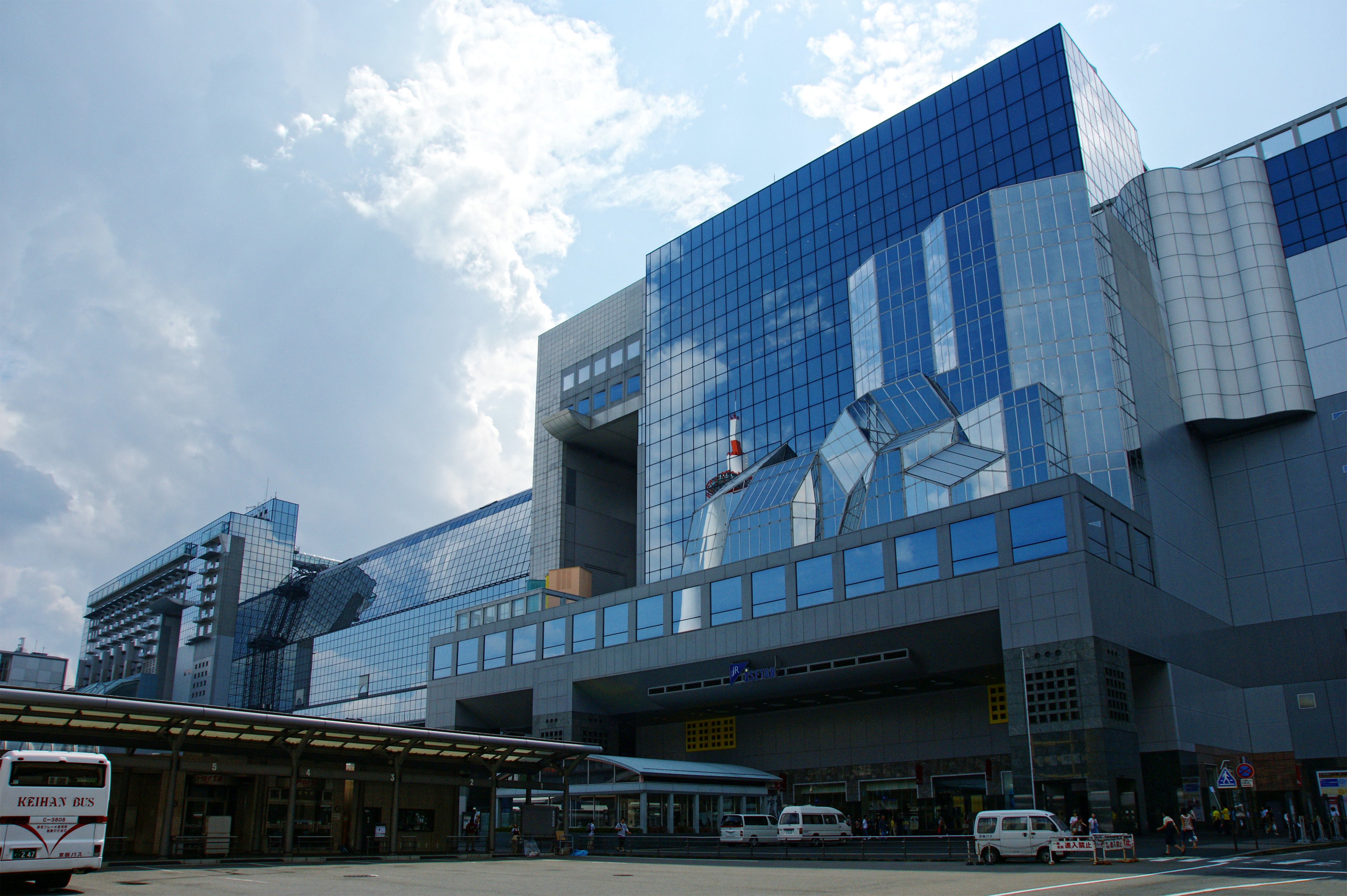
Кіотський вокзал

Історично Кіото було центром транспортної системи домодерної Японії. В ньому перетиналися головні державні шляхи — Східноморський, що вів до Східної Японії, Санїнівський і Санйоський, що вели до Західної Японії, а також Яматоська дорога, що вела до колиски японської державності — провінції Ямато.
Від 1877 року головним транспортним центром міста став Кіотський вокзал. З другої половини 20 століття через нього проходять залізниці найбільшої залізничної компанії Японії JR: лінії Токайдо, Санїндо, лінія швидкісного потяга сінкансена, Нарська залізниця, а також місцеві електрички. Крім JR, у Кіото активно діють приватні залізничні компанії — Кіотський метрополітен, Залізниця «Осацький експрес», штаб-квартира якої в кварталі Кавара, та Кіотсько-осацька залізниця, центр якої розташований на станції Сандзьо.
Окрім залізниць, у Кіото діють міська і приватні автобусні компанії. Їхні маршрути сполучають між собою всі райони міста й околиці. Розвиненість мережі громадського транспорту допомагає уникати заторів.
Через Кіото пролягають державні автошляхи № 1 і № 171, а також швидкісна автострада Мейсін, що сполучають район міст Осаки та Кобе з регіоном Токай. Ці транспортні артерії мають велике стратегічне й промислове значення. З Кіото починаються державний автошлях № 9, що веде на північ префектури Кіото, у район Танба, Кіотська швидкісна автострада, що закінчується в місті Міядзу, державний автошлях № 162, що веде до району Вакаса, а також державний автошлях № 24, який поєднує місто з населеними пунктами префектур Нара й Вакаяма.
Серед найбільших туристичних шляхів Кіото — гірські дороги Хіґашіма, Хієйдзан, Оку-Хієй, Арасіяма-Такаосі та інші.

## Освіта
- Кіотський університет

## Культура
Станом на 2002 рік у Кіото нараховується 1660 буддистських монастирів та храмів, і близько 400 синтоїстських святилищ. У місті понад 2 тисячі шедеврів японського мистецтва, ремесел і архітектури, дві сотні з яких мають статус національних скарбів Японії. Також у Кіото розміщено близько 120 історичних і природних пам'яток, парків і краєвидів загальнонаціонального значення. 1994 року 15 святилищ і монастирів міста були занесені до списку Світової спадщини ЮНЕСКО під назвою «Пам'ятки культури стародавнього Кіото».
У середньому за рік Кіото відвідує близько 30 мільйонів туристів. На 2001 рік їхня кількість становила 41,32 мільйона чоловік. З них 380 тисяч були іноземцями.
У центральній частині Кіото розташований Імператорський палац — символ міста. Він збудований у 14 столітті на базі тимчасового Імператорського палацу Цутімікадо.

### Музеї
- Кіотський національний музей

### Пам'ятки
- Монастир Дайтоку 【大徳寺】 — місце офіційного поховання Оди Нобунаґи, національного героя Японії.
- Монастир Хонно 【本能寺】 — місце загибелі Оди Нобунаґи.

## Міста-побратими
- Париж, Франція (1958)
- Бостон, США (1959)
- Кельн, Німеччина (1963)
- Флоренція, Італія (1965)
- Київ, Україна (1971)
- Сіань, КНР (1974)
- Гвадалахара, Мексика (1980)
- Загреб, Хорватія (1981)
- Прага, Чехія (1996)

## Уродженці
- 1875: Уемура Шьоен, художниця.
- Тосія Морі (1912-1995) — американська актриса японського походження.